# Miguel Duval
Miguel  A. Duval (San Antonio de Areco, 13 de mayo de 1877-Buenos Aires, 14 de abril de 1960) fue un militar argentino, perteneciente al Ejército, que alcanzó la jerarquía de general de brigada. Se desempeñó como gobernador del Territorio Nacional de La Pampa entre 1939 y 1945.

## Biografía

### Primeros años y carrera militar
Nació en San Antonio de Areco (provincia de Buenos Aires) en 1877. Egresó del Colegio Militar de la Nación como oficial del arma de Caballería, destacándose como jinete. Su carrera militar comenzó con traspiés, ya que estando destinado en Córdoba, obtuvo un mal legajo, aunque posteriormente logró buenas referencias. Ello le posibilitó estudiar en Alemania en 1910, como parte de una legación argentina que fue enviada a estudiar con el Ejército Alemán, en Berlín.
Fue agregado militar en Lima (Perú) en 1919. Se desempeñó como director de la Escuela Superior de Guerra en la década de 1930.

### Gobernador de La Pampa
En 1939, fue designado gobernador del Territorio Nacional de La Pampa, por el presidente Roberto M. Ortiz, desempeñando el cargo hasta 1946. En su gestión, definida como de carácter nacionalista, fue una de las más estables durante la época en que aquel territorio no tenía el estatus de provincia. Impulsó un culto a la personalidad de sí mismo y promovió la obra pública. Su labor de carácter nacionalista estuvo enfocada en los establecimientos educativos, en la celebración de fiestas patrias e inauguración de distintos monumentos, en especial de José de San Martín.
En su gestión, ante un período anterior de sequías que había provocado la caída de la producción agropecuaria, impulsó una campaña de forestación que incluyó viveros forestales en dependencias oficiales. También promovió el cultivo de cebada y centeno para evitar el monocultivo de trigo y solicitó obras de riego en el río Colorado. Entre otras obras, creó la biblioteca de la gobernación y un museo regional, aumentó la burocracia con nuevas áreas administrativas al comienzo de su gestión y buscó fomentar el turismo. A principios de los años 1940, también se realizaron campañas sanitarias en el territorio.
Sus memorias de la gobernación presentadas al Ministerio del Interior se caracterizaron por su carácter técnico, incluyendo diversas estadísticas presentadas en cuadros ilustrativos e imágenes. En 1939, celebró un censo industrial para incorporar a sus memorias las estadísticas de producción agropecuaria e industrial. En 1946, publicó una Memoria gráfica para difundir su gestión de gobierno entre la población pampeana.

### Últimos años y fallecimiento
Hablaba francés con fluidez, además de tener nociones de alemán. En 1958, a causa de sus problemas de salud, el Ejército le otorgó la baja definitiva. Falleció en el Hospital Militar Central de Buenos Aires en 1960. Una localidad de La Pampa se nombra Gobernador Duval en su memoria.

## Obra
- Memoria gráfica, período de gobierno 1939-1945. Gobernación de La Pampa, Ministerio del Interior. 1946. Archivado desde el original el 24 de junio de 2021. Consultado el 23 de junio de 2021.